# Pape Diouf (Fußballfunktionär)
Pape Diouf (* 18. Dezember 1951 in Abéché, Tschad; † 31. März 2020 in Dakar) war ein senegalesisch-französischer Journalist und Fußballfunktionär. Er war von 2005 bis 2009 Präsident des französischen Fußballvereins Olympique Marseille.

## Leben
Diouf wuchs in Mauretanien und im Senegal auf. Im Alter von 18 Jahren schickte ihn sein Vater nach Marseille in Frankreich, damit er Karriere beim Militär macht. Dass er anfangs in Marseille bei der Post eine Arbeit fand, nicht aber bei den Streitkräften, verheimlichte er seinem Vater. Diouf studierte Politikwissenschaft am Institut d’études politiques in Aix-en-Provence. Seine ersten Erfahrungen als Journalist sammelte er bei der kommunistischen Zeitung La Marseillaise. Er war unter anderem für die Berichterstattung über Olympique Marseille zuständig. 1987 wechselte er zur Zeitung L’Hebdomadaire, später war er bei der Sportzeitung Le Sport.
1989 gründete er das Unternehmen Mondial Promotion, mit dem er Fußballspieler beriet. Auslöser für den Berufswechsel waren der Nationaltorhüter Kameruns, Joseph-Antoine Bell, und der französische Nationalspieler Basile Boli, die Diouf gebeten hatten, als ihr Berater zu fungieren. Später gehörten auch Spieler wie Marcel Desailly, François Omam-Biyik, Bernard Lama, Didier Drogba, Grégory Coupet und Abedi Pelé zu seinen Klienten. Als Spielerberater war Diouf ein väterlicher Freund und Lebensberater, der Klienten „mein Sohn“ nannte.
2004 wurde Diouf zunächst Vorsitzender der Direktion des Klubs Olympique Marseille und im Januar 2005 Vereinspräsident, ein Amt, das er bis zum 17. Juni 2009 behielt. Seine Ernennung durch den Adidas-Manager Robert Louis-Dreyfus markiert einen Bruch in der Sportgeschichte, denn Pape Diouf war der erste schwarze Präsident eines großen europäischen Fußballklubs. Unter seiner Ägide wurde der Verein 2007 und 2009 Vizemeister. 2006 und 2007 stand er zudem im Pokalfinale. Unter seinem Nachfolger Jean-Claude Dassier wurde Olympique 2010 erstmals seit 1993 wieder Meister.
2012 wurde Diouf in Frankreich die Auszeichnung Ritter der Ehrenlegion verliehen. Nachdem er zunächst von den Sozialisten und den Grünen als Kandidat umworben worden war, trat er im März 2014 Marseille bei der Bürgermeisterwahl für die unabhängige links-ökologische Liste „Changer la Donne“ an und erhielt 5,6 Prozent der Stimmen.
Diouf war mit einer SARS-CoV-2-Infektion in ein Krankenhaus in der senegalesischen Hauptstadt Dakar eingeliefert worden und sollte nach Frankreich zur Behandlung ausgeflogen werden, starb aber noch vor Ort am 31. März 2020 im Alter von 68 Jahren. Er war das erste Opfer der COVID-19-Pandemie im Senegal. Er wurde auf dem islamischen Friedhof von Yoff, einem der Stadtbezirke von Dakar, in aller Stille beigesetzt. Die Regierung Senegals kondolierte der Familie in einem Communiqué am 1. April 2020.